# Серая овсянка
Серая овсянка (лат. Emberiza cineracea) — небольшая птица семейства овсянковых.

## Описание
Длина тела составляет 16,5 см. Самец легко отличается от других видов овсянок зеленовато-жёлтой окраской головы и от желтоватого до жёлтого цвета горлу. Гузка серая, крылья коричневатые. Нижняя часть тела без пестрин У самок желтоватое только горло, нижняя часть тела слегка полосатая. Самок серой овсянки можно перепутать с самками черноголовой овсянки. У молодых птиц нижняя часть тела полосатая. Нижняя часть тела серой овсянки, в зависимости от подвида, серого или желтоватого цвета.

## Вокализация
Призывный крик этого вида овсянок звучит как короткое «кип». Песня звучит как грубое «зру-зру-зру-зру».

## Распространение
Западный подвид серой овсянки встречается в Европе как залётный вид только на нескольких островах в Эгейском море. Небольшие популяции гнездятся на Лесбосе и Хиосе, Скиросе, Самосе, Икарии и, вероятно, также на Корфу. На этих островах популяция состоит из 50—100 пар. Другие популяции западного подвида гнездятся в западной Турции. Большинство серых овсянок гнездится в юго-восточной Турции и южном Иране. Серая овсянка зимует в южной Турции, а также у Красного моря. Естественная среда обитания серой овсянки — это каменистые, со скудной растительностью склоны.

## Питание
Серая овсянка питается преимущественно семенами. Насекомыми кормится выводок.

## Размножение
Самка кладёт 3—6 яиц от серо-голубого до чёрно-коричневого цвета длиной примерно 21 мм.